# Feuilleton (vals)
Feuilleton, op. 293, är en vals av Johann Strauss den yngre. Den spelades första gången den 24 januari 1865 i Sofienbad-Saal i Wien.

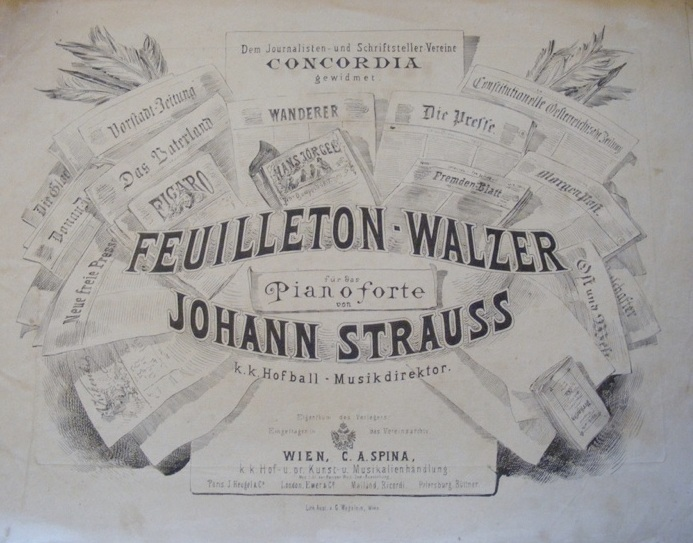
Klaverutdrag till Feuilleton.

## Historia
Valsen Feuilleton var Johann Strauss bidrag till Wiens Journalist- och författarförening "Concordia"'s tredje årliga bal, som ägde rum i Sofienbad-Saal den 24 januari 1865. Det var i den franska tidningen Journal des débats som termen feuilleton myntades år 1800. Den användes ursprungligen om ett slags bilaga till den politiska delen av franska tidningar, bestående huvudsakligen av icke-politiska nyheter och skvaller, litteratur och konstkritik. Idén togs senare upp av redaktören för dagstidningen Die Presse och snart var följetongen vanlig i flera av Wiens tidningar.

## Om valsen
Speltiden är ca 11 minuter och 9 sekunder plus minus några sekunder beroende på dirigentens musikaliska tolkning.

## Weblänkar
- Feuilleton i Naxos-utgåvan.